# Manuel Díaz Vega
Manuel Díaz Vega (Oviedo (Asztúria), 1954. szeptember 1. –) spanyol nemzetközi labdarúgó-játékvezető. Polgári foglalkozása menedzser.

## Pályafutása

### Nemzeti játékvezetés
A játékvezetői vizsgát 1975-ben tette le. A küldési gyakorlat szerint rendszeres partbírói tevékenységet is végzett. 1987-ben lett az I. Liga játékvezetője. Az aktív nemzeti játékvezetéstől 2000-ben vonult vissza. Első ligás mérkőzéseinek száma: 203.

#### Nemzeti kupamérkőzések
Vezetett kupadöntők száma: 4.

##### Spanyol labdarúgókupa
| Időpont           | Helyszín                          | Mérkőzés típusa | Mérkőzés                       | Eredmény | Nézők száma |
| ----------------- | --------------------------------- | --------------- | ------------------------------ | -------- | ----------- |
| 1992. június 27.  | Santiago Bernabéu stadion, Madrid | döntő           | Atlético Madrid–Real Madrid CF | 2 – 0    | 70 000      |
| 1996. április 10. | La Romareda Stadion, Zaragoza     | döntő           | Atlético Madrid–FC Barcelona   | 1 – 0    | 32 500      |
| 1999. június 26.  | Olimpiai Stadion, Sevilla         | döntő           | Valencia CF–Atlético Madrid    | 3 – 0    | 56 000      |

##### Spanyol labdarúgó-szuperkupa
| Időpont             | Helyszín            | Mérkőzés típusa        | Mérkőzés                  | Eredmény | Nézők száma |
| ------------------- | ------------------- | ---------------------- | ------------------------- | -------- | ----------- |
| 1998. augusztus 22. | Camp Nou, Barcelona | döntő második mérkőzés | FC Barcelona–RCD Mallorca | 0 – 1    | 55 000      |

#### Nemzetközi játékvezetés
A Spanyol labdarúgó-szövetség Játékvezető Bizottsága (JB) terjesztette fel nemzetközi játékvezetőnek, a Nemzetközi Labdarúgó-szövetség (FIFA) 1991-től tartotta nyilván bírói keretében. A FIFA JB központi nyelvei közül a spanyolt beszéli. Több nemzetek közötti válogatott és klubmérkőzést vezetett, vagy működő társának 4. bíróként segített. Nemzetközi működésének idején az egyik legjobb játékvezetőnek tartották. A spanyol nemzetközi játékvezetők rangsorában, a világbajnokság-Európa-bajnokság sorrendjében többedmagával az 5. helyet foglalja el 12 találkozó szolgálatával. Európai-kupamérkőzések irányítójaként az örök ranglistán az 58. helyet foglalja el 37 találkozó vezetésével. Az aktív nemzetközi játékvezetéstől 1999-ben búcsúzott. Válogatott mérkőzéseinek száma: 15.

#### Labdarúgó-világbajnokság
A világbajnoki döntőkhöz vezető úton Amerikai Egyesült Államokba a XV., az 1994-es labdarúgó-világbajnokságra, valamint Franciaországba a XVI., az 1998-as labdarúgó-világbajnokságra a FIFA JB játékvezetőként alkalmazta. Selejtező mérkőzéseket az UEFA és az AFC zónában vezetett. A Hollandia–Szaúd-Arábia csoportmérkőzésen Márton Sándor lehetett a 2. számú partbírója. 1994-től játékvezetőnek már nem kell partbírói feladatot ellátnia. 
Világbajnokságon vezetett mérkőzéseinek száma: 1.

##### 1994-es labdarúgó-világbajnokság

###### Selejtező mérkőzés
| Időpont            | Helyszín                                | Mérkőzés típusa           | Mérkőzés            | Eredmény | Nézők száma |
| ------------------ | --------------------------------------- | ------------------------- | ------------------- | -------- | ----------- |
| 1992. április 22.  | Constant Vanden Stock Stadion, Brüsszel | előselejtező (4. csoport) | Belgium–Ciprus      | 1 – 0    | 18 000      |
| 1993. november 10. | Ernst Happel Stadion, Bécs              | előselejtező (6. csoport) | Ausztria–Svédország | 1 – 1    | 25 000      |

###### Világbajnoki mérkőzés
| Időpont          | Helyszín                                       | Mérkőzés típusa              | Mérkőzés               | Eredmény | Nézők száma |
| ---------------- | ---------------------------------------------- | ---------------------------- | ---------------------- | -------- | ----------- |
| 1994. június 20. | Robert F. Kennedy Memorial Stadion, Washington | csoportmérkőzés (F. csoport) | Hollandia–Szaúd-Arábia | 2 – 1    | 50 535      |

##### 1998-as labdarúgó-világbajnokság

###### Selejtező mérkőzés
| Időpont            | Helyszín                                            | Mérkőzés típusa           | Mérkőzés              | Eredmény | Nézők száma |
| ------------------ | --------------------------------------------------- | ------------------------- | --------------------- | -------- | ----------- |
| 1996. november 10. | Wankdorf Stadion, Bern                              | előselejtező (3. csoport) | Svájc–Norvégia        | 0 – 1    | 22 000      |
| 1997. április 2.   | Atatürk Stadion, Bursa                              | előselejtező (7. csoport) | Törökország–Hollandia | 1 – 0    | 17 000      |
| 1997. október 11.  | Hrazdan Stadion, Jereván                            | előselejtező (9. csoport) | Örményország–Ukrajna  | 0 – 2    | 7500        |
| 1997. november 16. | Tan Sri Dato Haji Hassan Yunos Stadion, Johor Bahru | AFC rájátszás             | Japán–Irán            | 3 – 2    | 22 000      |

#### Labdarúgó-Európa-bajnokság
Az európai labdarúgó torna döntőjéhez vezető úton Angliába a X., az 1996-os labdarúgó-Európa-bajnokságra, illetve Belgiumba és Hollandiába a XI., a 2000-es labdarúgó-Európa-bajnokságra az UEFA JB játékvezetőként foglalkoztatta.

##### 1996-os labdarúgó-Európa-bajnokság

###### Selejtező mérkőzés
| Időpont             | Helyszín                     | Mérkőzés típusa           | Mérkőzés                    | Eredmény | Nézők száma |
| ------------------- | ---------------------------- | ------------------------- | --------------------------- | -------- | ----------- |
| 1995. augusztus 16. | Parc des Princes, Párizs     | előselejtező (1. csoport) | Franciaország–Lengyelország | 1 – 1    | 40 426      |
| 1995. november 13.  | Mapei Stadion, Reggio Emilia | előselejtező (4. csoport) | Olaszország–Litvánia        | 4 – 0    | 22 272      |

###### Európa-bajnoki mérkőzés
| Időpont         | Helyszín                | Mérkőzés típusa              | Mérkőzés     | Eredmény | Nézők száma |
| --------------- | ----------------------- | ---------------------------- | ------------ | -------- | ----------- |
| 1996. június 8. | Wembley Stadion, London | csoportmérkőzés (A. csoport) | Anglia–Svájc | 1 – 1    | 76 567      |

##### 2000-es labdarúgó-Európa-bajnokság

###### Selejtező mérkőzés
| Időpont             | Helyszín                      | Mérkőzés típusa           | Mérkőzés               | Eredmény | Nézők száma |
| ------------------- | ----------------------------- | ------------------------- | ---------------------- | -------- | ----------- |
| 1999. június 9.     | ETO Park, Győr                | előselejtező (7. csoport) | Magyarország–Szlovákia | 0 – 1    | 18 300      |
| 1999. szeptember 4. | Maksimir Stadion, Zágráb      | előselejtező (8. csoport) | Horvátország–Írország  | 1 – 0    | 30 000      |
| 1999. november 13.  | Hampden Park Stadion, Glasgow | rájátszás                 | Skócia–Anglia          | 0 – 2    | 50 132      |

#### Gulf Kupa
| Időpont            | Helyszín               | Mérkőzés típusa | Mérkőzés             | Eredmény |
| ------------------ | ---------------------- | --------------- | -------------------- | -------- |
| 1998. november 2.  | Városi Stadion, Manáma | csoportmérkőzés | Bahrein–Szaúd-Arábia | 1 – 1    |
| 1998. november 11. | Városi Stadion, Manáma | csoportmérkőzés | Szaúd-Arábia–Katar   | 0 – 0    |

#### Olimpiai játékok
Az 1992. évi nyári olimpiai játékok labdarúgó tornáján a FIFA JB bíróként alkalmazta.

##### 1992. évi nyári olimpiai játékok
| Időpont           | Helyszín                            | Mérkőzés típusa              | Mérkőzés             | Eredmény | Nézők száma |
| ----------------- | ----------------------------------- | ---------------------------- | -------------------- | -------- | ----------- |
| 1992. július 24.  | Camp Nou, Barcelona                 | csoportmérkőzés (A. csoport) | Olaszország–Amerika  | 2 – 1    | 18 000      |
| 1992. július 30.  | Estadi de Sarrià Stadion, Barcelona | csoportmérkőzés (C. csoport) | Svédország–Dél-Korea | 1 – 1    | 12 000      |
| 1992. augusztus 7 | Camp Nou, Barcelona                 | bronz mérkőzés               | Ausztrália–Ghána     | 0 – 1    | 15 000      |

#### Nemzetközi kupamérkőzések
Vezetett kupadöntők száma: 2.

##### UEFA-bajnokok ligája
A 42. játékvezető – a 2. spanyol – aki UEFA-bajnokok ligája döntőt vezetett.
| Időpont         | Helyszín               | Mérkőzés típusa | Mérkőzés             | Eredmény | Nézők száma |
| --------------- | ---------------------- | --------------- | -------------------- | -------- | ----------- |
| 1996. május 22. | Olimpiai Stadion, Róma | döntő           | AFC Ajax–Juventus FC | 1 – 1    | 67 000      |

##### UEFA-szuperkupa
| Időpont          | Helyszín                     | Mérkőzés típusa     | Mérkőzés          | Eredmény | Nézők száma |
| ---------------- | ---------------------------- | ------------------- | ----------------- | -------- | ----------- |
| 1994. január 12. | Ennio Tardini Stadion, Parma | döntő első mérkőzés | Parma FC–AC Milan | 0 – 1    | 8 083       |

## Sikerei, díjai
- Az IFFHS szerint 1995-ben Puhl Sándor mögött a 7., 1996-ban 9., 1997-ben megint a 7. a világ legjobb játékvezetője szavazáson. 1999-ben Pierluigi Collina mögött a 9. helyezést érte el. Az aktív játékvezetést befejezve Oviedóban stadiont neveztek el róla.
- Az IFFHS (International Federation of Football History & Statistics) 1987-2011 évadokról tartott nemzetközi szavazásán 151, játékvezető besorolásával minden idők 30, legjobb bírójának rangsorolta. A 2008-as szavazáshoz képest 6 pozíciót előbbre lépett.